# Ananke (Mythologie)
Ananke (altgriechisch Ἀνάγκη Anánkē, deutsch ‚Bedürfnis, Zwangsläufigkeit‘) war in der griechischen Mythologie die Personifizierung des unpersönlichen Schicksals, im Unterschied zu dem von den Moiren zugeordneten persönlichen (gerechten) Schicksal und zu Tyche, die für den sowohl zum Glück als auch zum Unglück blinden Lebenszufall steht. In Tragödiendichtungen erscheint sie als die oberste Macht, der selbst die Götter gehorchen.
Nach Schreckenberg geht das Wort Ananke auf das semitische Chanak („Joch“, insbesondere das Sklaven oder Gefangenen auferlegte Joch) zurück, von wo es in das Ionische übernommen wurde und bereits von Homer in übertragener Form verwendet wird. Die ursprüngliche Bedeutung war allerdings auch in späterer Zeit noch präsent, so z. B. mehrfach im Gefesselten Prometheus des Aischylos.
In der orphischen Theogonie, wo sie auch mit Adrasteia gleichgesetzt wird, ist sie eine Göttin des Uranfangs, die in schlangenhafter Umschlingung mit Chronos die Dreiheit von Aither, Chaos und Erebos erzeugt bzw. den Aither und Phanes. Sie gilt auch als Gattin des Demiurgen und Mutter der Heimarmene.
Bei Platon ist sie Mutter der Moiren und eine der ursprünglichen Schöpfungsmächte. In späterer Zeit spielt Ananke eine Rolle in der Hermetik. Nach Pausanias befand sich auf der Akropolis von Korinth ein Heiligtum der Ananke. In der römischen Mythologie erhielt sie den Namen Necessitas.
Ananke erscheint auch als Gegenstand eines Gedichts von Goethe, des vierten in seinem Zyklus Urworte, Orphisch:
ΑΝΑΓΚΗ, Nötigung

Da ist’s denn wieder, wie die Sterne wollten:

Bedingung und Gesetz; und aller Wille

Ist nur ein Wollen, weil wir eben sollten,

Und vor dem Willen schweigt die Willkür stille;

Das Liebste wird vom Herzen weggescholten,

Dem harten Muß bequemt sich Will und Grille.

So sind wir scheinfrei denn nach manchen Jahren

Nur enger dran, als wir am Anfang waren.
Auch Victor Hugo führt im Vorwort des Romans Der Glöckner von Notre-Dame als ein Leitmotiv des Buchs ΑΝΑΓΚΗ ein: „Gerade über dieses Wort ist vorliegendes Buch geschrieben worden.“